# Michael Bloss
Michael Bloss, né le 6 novembre 1986 à Stuttgart, est un homme politique allemand, membre de l'Alliance 90/Les Verts.
Ancien porte-parole de la Fédération des Jeunes Verts Européens entre 2013 et 2015, il est député européen depuis juillet 2019.

## Biographie

### Enfance et premiers engagements
Michael Bloss grandit à Stuttgart. Après avoir obtenu son diplôme de l'école Uhlandshöhe Waldorf à Stuttgart, Bloss effectue son service civil à la Baobab Children Foundation au Ghana. De 2008 à 2011, il étudie les relations internationales à l'Université technique de Dresde, en Allemagne, puis obtient un master en mondialisation et développement à la School of Oriental and African Studies à Londres. Entre-temps, il passe un semestre à l'université de Dar es Salam en Tanzanie et à l'université de Vienne.
Il travaille comme consultant pour le groupe des Nations Unies pour le développement et est conseiller politique de Ska Keller au Parlement européen de 2014 à 2018. Jusqu'en 2019, il travaille au Parlement du Land de Bade-Wurtemberg.

### Engagement politique
Michael Bloss devient membre de la Jeunesse Verte (Grüne Jugend) en 2008 et y a occupé diverses fonctions. De 2013 à 2015, il est porte-parole de la Fédération des jeunes verts européens. Au sein du parti Alliance 90/Les Verts Michael Bloss est, entre autres, le porte-parole du groupe de travail fédéral pour la paix et les affaires internationales.
En novembre 2018, Bloss est désigné pour occuper la 14e place sur la liste nationale des Verts pour les élections européennes de 2019. Les bons résultats du Parti Vert à ces élections lui permettent d'être élu député européen le 26 mai 2019. Au Parlement européen, il siège au sein groupe des Verts/ALE.  Il siège dans la Commission de l'industrie, de la recherche et de l'énergie et de la Commission de l'environnement, de la santé publique et de la sécurité alimentaire. Il est par ailleurs l'un des trois porte-parole du groupe sur les questions de climat. Il est réélu en 2024.